# Richard Byrd
Richard Leslie Byrd, detto Dick (Shiloh, 16 maggio 1892 – 20 giugno 1958), è stato un discobolo, altista, lunghista e militare statunitense.

## Biografia
Capitano dello United States Marine Corps, nel 1912 prese parte ai Giochi olimpici di Stoccolma conquistando la medaglia d'argento nel lancio del disco. Si classificò anche quarto nel salto in alto da fermo, ottavo nel salto in lungo da fermo e diciassettesimo nel lancio del disco a due mani. Nel 1919 partecipò ai Giochi Interalleati, voluti dal comandante del corpo di spedizione americano John Pershing e finanziati dall'YMCA, andando a conquistare la medaglia d'argento nel lancio del disco.
Alle Olimpiadi di Stoccolma fu anche parte della squadra statunitense di baseball, sport che fu inserito a scopo dimostrativo. Furono solo due le nazionali partecipanti: quella statunitense e quella svedese (che includeva anche alcuni atleti statunitensi). La partita fu vinta dagli Stati Uniti.

## Palmarès
| Anno | Manifestazione      | Sede      | Evento                      | Risultato | Prestazione | Note  |
| ---- | ------------------- | --------- | --------------------------- | --------- | ----------- | ----- |
| 1912 | Giochi olimpici     | Stoccolma | Salto in alto da fermo      | 4º        | 1,50 m      |       |
| 1912 | Giochi olimpici     | Stoccolma | Salto in lungo da fermo     | 8º        | 3,12 m      |       |
| 1912 | Giochi olimpici     | Stoccolma | Lancio del disco            | Argento   | 42,32 m     |       |
| 1912 | Giochi olimpici     | Stoccolma | Lancio del disco a due mani | 17º       | 62,32 m     | [ 1 ] |
| 1919 | Giochi Interalleati | Parigi    | Lancio del disco            | Argento   | 40,04 m     |       |